# Drei Marc
A Drei Marc (pronuncia-se "Drái Mark") é um estúdio de legendagem e dublagem do Brasil fundado em 1990. Atualmente, oferece também os recursos de acessibilidade tais como Closed Captions, Audiodescrição e Libras. A produtora carioca tem entre seus principais clientes os canais Globosat, Rede Telecine, Universal Channel, TV Globo, TV Escola, Canais Fox, BBC, Canais Sony, Viacom, Fundação Roberto Marinho  e outros diversos players nacionais e internacionais.

## Alguns trabalhos
- Cop Land - Terra de Tiras - 4°dublagem para TV Paga(Universal Channel)
- Brothers and Sisters
- Jamie Oliver
- Rachel Koo
- Blue Montain State
- Searching for
- Medium
- Flashpoint
- A Hora da Yoga
- Contos de Tatonka
- Teatro das Fábulas
- As Aventuras do Príncipe I-Kooo
- The Thundermans
- 100 Coisas Pra Fazer Antes do High School
- One Crazy Cruise
- Are You The One?
- Nickelodeon Ho Ho Holiday Special
- Jackass 2.5
- Os Bibliotecários
- Harvey Beaks
- Jamie tem Tentáculos
- American Crime
- Um Ato de Liberdade